# Soreutoneura daedala
Soreutoneura daedala är en fjärilsart som beskrevs av Collenette 1930. Soreutoneura daedala ingår i släktet Soreutoneura och familjen tofsspinnare. Inga underarter finns listade i Catalogue of Life.